# Platax pinnatus
Platax pinnatus är en fiskart som först beskrevs av Carl von Linné 1758.  Platax pinnatus ingår i släktet Platax och familjen Ephippidae. Inga underarter finns listade i Catalogue of Life.